# Чемпионат Европы по академической гребле 2014
Чемпионат Европы по академической гребле 2014 года прошёл с 30 мая по 1 июня в Белграде (Сербия). В нём приняли участие 675 гребцов из 36 стран, которые разыграли награды в 17 дисциплинах.

## Медалисты

### Мужчины
| Дисциплина              | Золото | Время   | Серебро | Время   | Бронза | Время   |
| ----------------------- | --- | ------- | --- | ------- | --- | ------- |
| M1x Одиночки            | Чехия · Ондржей Сынек | 6:54,95 | Германия · Марсель Хаккер | 6:56,12 | Литва · Миндаугас Гришконис | 7:00,33 |
| M2x Двойки парные       | Литва · Роландас Мащинскас · Саулюс Риттер | 6:08,82 | Азербайджан · Александр Александров · Борис Йотов | 6:09,36 | Германия · Ханс Грюне · Штефан Крюгер | 6:10,09 |
| M2− Двойки распашные    | Сербия · Веселин Савич · Душан Богичевич | 6:21,75 | Нидерланды · Рогир Блинк · Митчел Стенман | 6:21,99 | Германия · Бастиан Бехлер · Антон Браун | 6:24,71 |
| M4x Четвёрки парные     | Украина · Дмитрий Михай · Артём Морозов · Александр Надтока · Иван Довгодько | 5:41,92 | Великобритания · Грэм Томас · Сэм Таунсенд · Чарльз Казинс · Питер Ламберт                                                                                                | 5:42,19 | Германия · Карл Шульце · Кай Фурман · Филипп Венде · Тим Громанн                                                                                        | 5:42,83 |
| M4− Четвёрки распашные  | Великобритания · Александер Грегори · Мохамед Сбихи · Джордж Нэш · Эндрю Триггз-Ходж                                                                                             | 5:46,86 | Греция · Иоаннис Цилис · Дионисиос Ангелопулос · Георгиос Дзиаллас · Иоаннис Христу                                                                                       | 5:51,02 | Италия · Чезаре Габбиа · Паоло Перино · Джованни Абаньяле · Джузеппе Вичино                                                                             | 5:51,72 |
| M8+ Восьмёрки           | Германия · Максимилиан Планер · Феликс Вимбергер · Андреас Куффнер · Эрик Йоханнесен · Рихард Шмидт · Мальте Якшик · Максимилиан Райнельт · Феликс Драхотта · Мартин Зауэр (рул) | 5:33,95 | Россия · Антон Заруцкий · Дмитрий Кузнецов · Артём Косов · Георгий Ефременко · Иван Баландин · Никита Моргачёв · Иван Подшивалов · Александр Кулеш · Павел Сафонкин (рул) | 5:34,99 | Великобритания · Скотт Дюрант · Оливер Кук · Филипп Конгдон · Мэттью Готрел · Питер Рид · Уильям Сэтч · Мэттью Таррант · Джеймс Фоад · Филан Хилл (рул) | 5:35,56 |
| Лёгкий вес              | |         | |         | |         |
| LM1x Одиночки           | Португалия · Педро Фрага | 6:51,72 | Италия · Марчелло Миани | 6:54,42 | Швейцария · Михаэль Шмид | 6:56,44 |
| LM2x Двойки парные      | Франция · Стани Делэйр · Жереми Азу | 6:11,80 | Германия · Константин Штайнхюбель · Ларс Хартиг | 6:13,22 | Норвегия · Кристоффер Брун · Аре Страндли | 6:13,28 |
| LM2− Двойки распашные   | Швейцария · Симон Нипманн · Лукас Трамер | 6:29,57 | Великобритания · Сэм Скримджо · Джонатан Клегг | 6:30,32 | Нидерланды · Тим Веркамп · Иво де Граф | 6:30,49 |
| LM4− Четвёрки распашные | Дания · Каспер Винтер · Якоб Ларсен · Якоб Барсё · Морген Йоргенсен | 6:08,81 | Великобритания · Марк Олдред · Питер Чамберс · Ричард Чамберс · Кристофер Бартли                                                                                          | 6:10,97 | Франция · Огюстен Мютерд · Тома Барух · Франк Сольфорози · Гийом Рено                                                                                   | 6:12,81 |

### Женщины
| Дисциплина           | Золото | Время   | Серебро | Время   | Бронза | Время   |
| -------------------- | --- | ------- | --- | ------- | --- | ------- |
| W1x Одиночки         | Чехия · Мирослава Кнапкова | 7:42,74 | Нидерланды · Шанталь Ахтерберг | 7:43,02 | Ирландия · Санита Пушпуре | 7:43,04 |
| W2x Двойки парные    | Польша · Магдалена Фулярчик · Наталия Мадай | 6:52,15 | Литва · Доната Виштартайте · Милда Вальчюкайте | 6:52,59 | Нидерланды · Николь Бёкерс · Инге Янссен | 6:56,60 |
| W2− Двойки распашные | Великобритания · Хелен Гловер · Полли Суонн | 7:03,62 | Румыния · Кристина Григораш · Лаура Опря | 7:08,52 | Нидерланды · Алетта Йорритсма · Хелен Бурс | 7:10,56 |
| W4x Четвёрки парные  | Беларусь · Екатерина Карстен · Татьяна Кухта · Юлия Бичик · Екатерина Шлюпская                                                                                         | 6:14,64 | Германия · Мари-Катерине Арнольд · Юлия Лир · Юлия Рихтер · Марайке Адамс                                                                                            | 6:15,38 | Польша · Агнешка Кобус · Мария Спрингвальд · Иоанна Диттманн · Моника Цячух                                                                                              | 6:17,81 |
| W8+ Восьмёрки        | Румыния · Роксана Коджану · Николета Альбу · Кристина Илие · Ирина Дорняну · Михаэла Петрилэ · Йоана Крэчун · Аделина Кожокариу · Андрея Богьян · Даниэла Друнча (рул) | 6:16,64 | Великобритания · Розамунд Брэдбери · Оливия Карнеги-Браун · Кейти Гривз · Донна Этиебет · Джессика Эдди · Зои Ли · Караг МакМёртри · Луиза Рив · Зои де Толедо (рул) | 6:18,32 | Германия · Юлия Лепке · Анна Беккер · Михаэла Шмидт · Александра Хёффген · Шарлотта Рейнхардт · Катрин Райнерт · Керстин Хартманн · Катрин Марханд · Лаура Швенсен (рул) | 6:19,97 |
| Лёгкий вес           | |         | |         | |         |
| LW1x Одиночки        | Греция · Айкатерини Николаиду | 7:33,12 | Нидерланды · Мари-Энн Френкен | 7:34,95 | Германия · Леони Плесс | 7:35,86 |
| LW2x Двойки парные   | Италия · Лаура Милани · Элизабетта Санкассани | 6:54,85 | Германия · Лена Мюллер · Аня Носке | 6:55,56 | Великобритания · Имоджен Уолш · Кэтрин Коупленд | 6:55,77 |

## Командный зачёт
| Место | Страна         | Золото | Серебро | Бронза | Всего |
| ----- | -------------- | ------ | ------- | ------ | ----- |
| 1     | Великобритания | 2      | 4       | 2      | 8     |
| 2     | Чехия          | 2      | 0       | 0      | 2     |
| 3     | Германия       | 1      | 4       | 5      | 10    |
| 4     | Италия         | 1      | 1       | 1      | 3     |
| 5     | Греция         | 1      | 1       | 0      | 2     |
| 5     | Литва          | 1      | 1       | 1      | 3     |
| 5     | Румыния        | 1      | 1       | 0      | 2     |
| 8     | Польша         | 1      | 0       | 1      | 2     |
| 8     | Франция        | 1      | 0       | 1      | 2     |
| 8     | Швейцария      | 1      | 0       | 1      | 2     |
| 11    | Беларусь       | 1      | 0       | 0      | 1     |
| 11    | Дания          | 1      | 0       | 0      | 1     |
| 11    | Португалия     | 1      | 0       | 0      | 1     |
| 11    | Сербия         | 1      | 0       | 0      | 1     |
| 11    | Украина        | 1      | 0       | 0      | 1     |
| 16    | Нидерланды     | 0      | 3       | 3      | 6     |
| 17    | Азербайджан    | 0      | 1       | 0      | 1     |
| 17    | Россия         | 0      | 1       | 0      | 1     |
| 19    | Ирландия       | 0      | 0       | 1      | 1     |
| 19    | Норвегия       | 0      | 0       | 1      | 1     |
| Всего | Всего          | 17     | 17      | 17     | 51    |

 Страна — хозяйка соревнований